# NGC 6557
NGC 6557 (другие обозначения — ESO 45-1, AM 1814-763, PGC 61770) — линзообразная галактика (S0) в созвездии Октант.
Этот объект входит в число перечисленных в оригинальной редакции «Нового общего каталога».